# Kőváry Péter (zenész)
Kőváry Péter Zsolt (Békéscsaba, 1972. október 22. – Budapest, 2022. június 27.) magyar rockzenész, producer, és jogász. Legismertebb zenekara a Neo és a Peter Kovary & The Royal Rebels voltak. Testvére az ELTE Pedagógia és Pszichológia Kar docense és a The Trousers frontembere, Kőváry Zoltán.

## Családja
Édesapja Kőváry E. Péter, novella- és regényíró, újságíró, közgazdász. Testvére, Kőváry Zoltán, az ELTE Pedagógiai és Pszichológiai Kar docense és a The Trousers együttes frontembere. Apósa, Balogh Zoltán, sportújságíró.

## Életútja
A Rózsa Ferenc Gimnáziumban érettségizett. Zenei karrierjét a Rag Doll nevű együttesben kezdte. 2003-ban csatlakozott az elektronikus zenét játszó Neo-hoz. Mellette a Stoned nevű formációban is énekelt. 2015-ben kiszállt a Neo zenekarból, majd megalapította Peter Kovary & The Royal Rebels.
A 2000-es évektől lemezlovasként is dolgozott.
2017-ben Kiss Ákos készített vele interjút, ami a Grungery weboldalon lett publikálva. Ebben az interjúban, azt nyilatkozta, hogy "Örülök, hogy a ’90-es években voltam fiatal".
2017-ben a A Dal-ban indult el zenekarával, a Peter Kovary and the Royal Rebels-szel. A dal amit előadtak az It's A Riot volt.

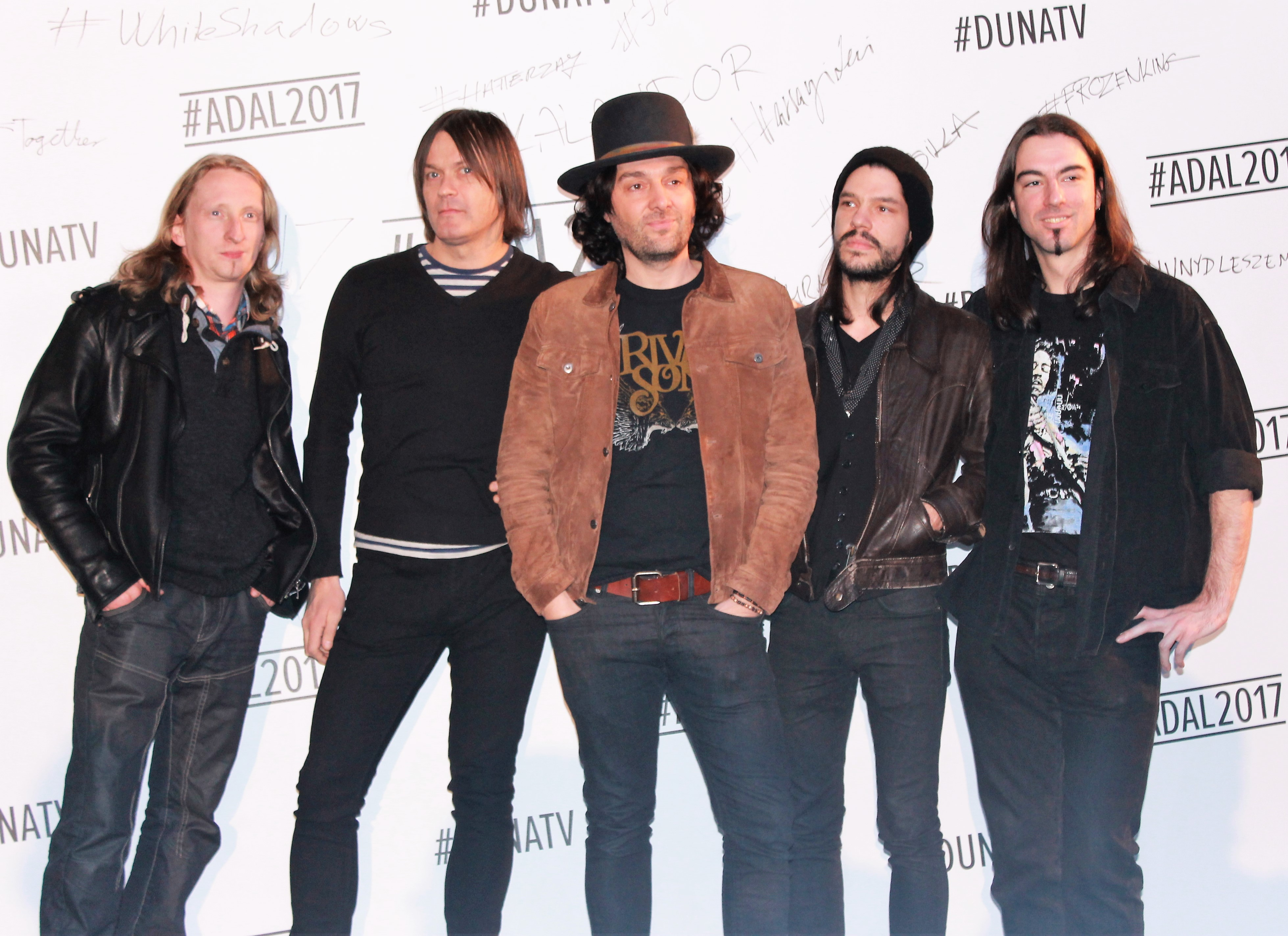
Kőváry Péter (középen) a Peter Kovary and The Royal Rebels-szel a Dal-ban

2019-ben testvérével Kőváry Zoltánnal lépett fel egy koncerten Békéscsabán.
2021 november 12-én megjelent a Karácsony és Rock and Roll című szólóalbuma.
Magánéletében jogászként dolgozott.
Kőváry Péter amiotrófiás laterálszklerózisban halt meg 2022. június 27-én. 2022. október 22-én a budapesti Muzikumban emlékeztek meg Kőváry Péterről. A koncerten fellépett testvére a The Trousers frontembere, Hódosi Enikő a Neo-ból és a Stoned nevű zenekar.

## Diszkográfia
Neo
- Kontroll (2003)
- Maps for a Voyage (2006)
- The Picture (2011)

## Hangszerek
Gitárok
- Gibson Les Paul [19]
- Fender Telecaster[22]

Erősítők
- Orange